# 戚振宏
戚振宏（1965年9月—），男，中华人民共和国政治人物，外交官，曾任中华人民共和国驻巴林王国特命全权大使，中国国际问题研究院院长，现任中华人民共和国驻斯里兰卡民主社会主义共和国特命全权大使。

## 生平
1988年，进入中华人民共和国外交部工作，先后在北京外交人员服务局、中英联合联络小组中方代表处、外交部驻香港特别行政区特派员公署、外交部政策研究室、外交部政策研究司任职，后任外交部政策研究司参赞、外交部政策规划司参赞，后升任外交部政策规划司副司长。2012年，任外交部办公厅副主任。2014年4月，出任中华人民共和国驻巴林大使。2017年，任中国国际问题研究院院长。2020年10月，出任中华人民共和国驻斯里兰卡大使。